# Итиль (город)
Итиль (Атиль) — столица Хазарского каганата в середине VIII—X веков. Согласно средневековым источникам, находился в дельте Волги, однако археологические поиски Итиля пока не дали результатов, и точное его расположение остаётся неизвестным. Его описания оставлены в арабо-персидской географической литературе и в «Еврейско-хазарской переписке».

## История

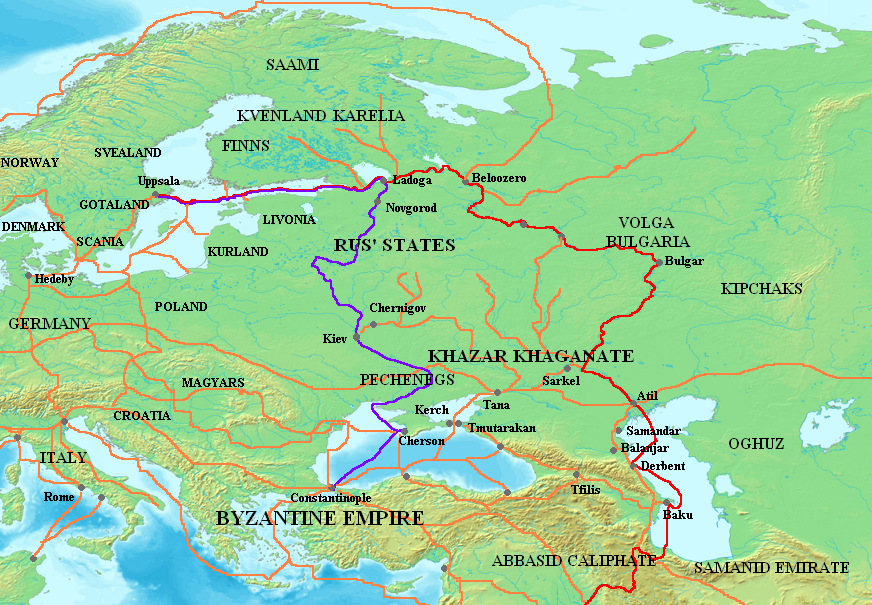
На карте показаны основные торговые пути варягов: по Волге (красн.) и Путь «из варяг в греки» по Днепру (фиол.). Другие торговые пути VIII—XI вв. показаны оранжевым цветом.

Возник на месте зимовника как ханская ставка. Вероятно, являлся первым городским поселением в низовьях Волги. После поражения, понесённого хазарами от арабов в 737 году, резиденция хазарского кагана была перенесена из Семендера в прикаспийском Дагестане в более удалённую от военных действий дельту Волги. Это место оказалось очень удобным в торговом отношении: оно позволяло контролировать выход в Каспийское море. С середины VIII века начался подъём международной торговли, и Итиль превратился в крупнейший транзитный рынок.
В источниках IX века город фигурирует под именем Хамлидж (Хамлых), что может быть понято как ханский город. Название Итиль появляется в X веке. Оно употреблялось, по-видимому, иностранцами. По арабским представлениям, Итилем называлась одна половина города, тогда как вторая часть носила имя Хазаран. Каким именно частям соответствовали эти названия, неясно, так как информация противоречива. Источники хазарского происхождения называют Итилем только реку, но не город. Его название приводится в форме Казар.
В период своего расцвета город состоял из трёх частей, разделённых рекой. Сообщение между ними осуществлялась на лодках. Правая (западная) часть была административной. В ней обитал царский двор численностью около 4 тыс. человек и военный гарнизон — по разным данным, от 7 до 12 тыс. человек. Эту часть окружала крепостная стена. В стене было четверо ворот, из которых двое выходили к стоянке судов у реки, а двое позади города в степь. Между двумя частями располагался остров, где размещались дворцы двух правителей Хазарии — кагана и бека (царя) (по другим данным, каган жил внутри дворца бека). Это были единственные сооружения, выстроенные из обожжённого кирпича, остальным жителям не разрешалось строить из данного материала. Остров соединялся с одной из частей при помощи моста из лодок. Левая (восточная) часть возникла позже и являлась торговой. Она описана наиболее подробно. Здесь располагались рынки, торговые склады и бани. Жилые дома представляли собой войлочные юрты, деревянные шатры и землянки.
Население города было чрезвычайно пёстрым в этническом отношении. Мирно уживались разные религиозные общины: иудеи, мусульмане, христиане и язычники. Причём представители этих общин были выходцами из разных стран. Всех их привлекала справедливость и безопасность, господствовавшая в хазарской столице. Мусульманская колония насчитывала св. 10 тыс. чел. и состояла как из купцов, так и из ремесленников, а также царской гвардии, в которой служили выходцы из Хорезма. Иудейская община состояла из купцов, прибывавших по торговым делам, и жителей, переселившихся в Хазарию, спасаясь от религиозных преследований в Византии. Из язычников особо отмечаются русы, которые составляли отдельную торговую колонию, и славяне. Этническая принадлежность других язычников и христиан не конкретизируется, но их общины тоже были значительными. Для нужд каждой конфессии существовали культовые храмы: церкви, мечети и синагоги. В городе насчитывалось около 30 квартальных мечетей со школами и одна соборная мечеть с минаретом. Для решения споров существовало семеро судей: по двое для иудеев, мусульман и христиан и один для всех язычников. Деятельность судей контролировал чиновник, назначаемый царём.
Хазары жили в столице только в зимнее время. Весной с месяца Нисана (апрель) по месяц Кислев (ноябрь) они отправлялись на свои родовые земельные участки: знать — на кочёвки, беднота — на полевые работы. В поздних описаниях указывается, что город окружали деревни и пашни. Собранный урожай доставлялся в город на телегах и лодках. Каждая из частей города, по-видимому, имела приписанную сельскую область, откуда взимались натуральные налоги.
В 968/969 Итиль был взят Святославом Игоревичем и разрушен. Уцелевшее население укрылось на островах в дельте Волги. Некоторое время город находился в оккупации, а хазарский правитель жил в изгнании на побережье во владениях Хорезма. После ухода русов царский двор смог вернуться. По сообщению ал-Бируни, в XI веке Итиль лежал в развалинах. О дальнейшей судьбе хазарской столицы данных нет. В XII — начале XIII века в Нижнем Поволжье существовал крупный город Саксин, а в монгольское время — Сарай-Бату, но были ли они расположены на месте Итиля, неизвестно.

## Археология
Местонахождение Итиля археологически пока не идентифицировано. Существует множество различных версий, основанных на попытках толкования письменных источников, однако реальных результатов они не принесли.
И. Г. Семёнов предположил, что Итиль расположен к югу от дельты Волге на современном дне Каспийского моря и оказался затоплен из-за повышения уровня моря. Семёнов также ссылается на космические снимки северной части Каспийского моря, на которых якобы просматриваются некие пятна, идентифицируемые им как хазарские городища. Подводные археологические работы там не проводились.
В историографии известны попытки оспорить нижневолжскую локализацию в пользу нижнедонской и отождествить Итиль с Саркелом. Так по мнению волгоградских исследователей А. В. Гуренко и А. В. Ситникова, Итиль вообще не мог располагаться в дельте Волги из-за значительных колебаний уровня Каспия, которые приводили бы к регулярному затоплению города. Они выдвигают гипотезу о расположении Итиля на переволоке между Волгой и Доном, южнее современного Волгограда.
Возможным кандидатом на роль Итиля называлось Самосдельское городище в дельте Волги (исследуется с 1990 года). Здесь обнаружены слои IX—X веков, юртообразные жилища, огузская, булгарская керамика. С 2020 года ведутся раскопки городища на Семибугоринском археологическом комплексе вблизи сёл Семибугры и Бараний Бугор по правому и левому берегам реки Болда. Здесь обнаружено большое количество керамики салтово-маяцкой культуры конца IX — начала X века, а также другие артефакты, относящиеся к хазарскому времени. По версии сотрудников Астраханского музея-заповедника, именно здесь могла находиться столица Хазарии. Площадь памятника позволяет соотнести его с крупным городом.